# Maria Immaculata (Oberwaldbach)

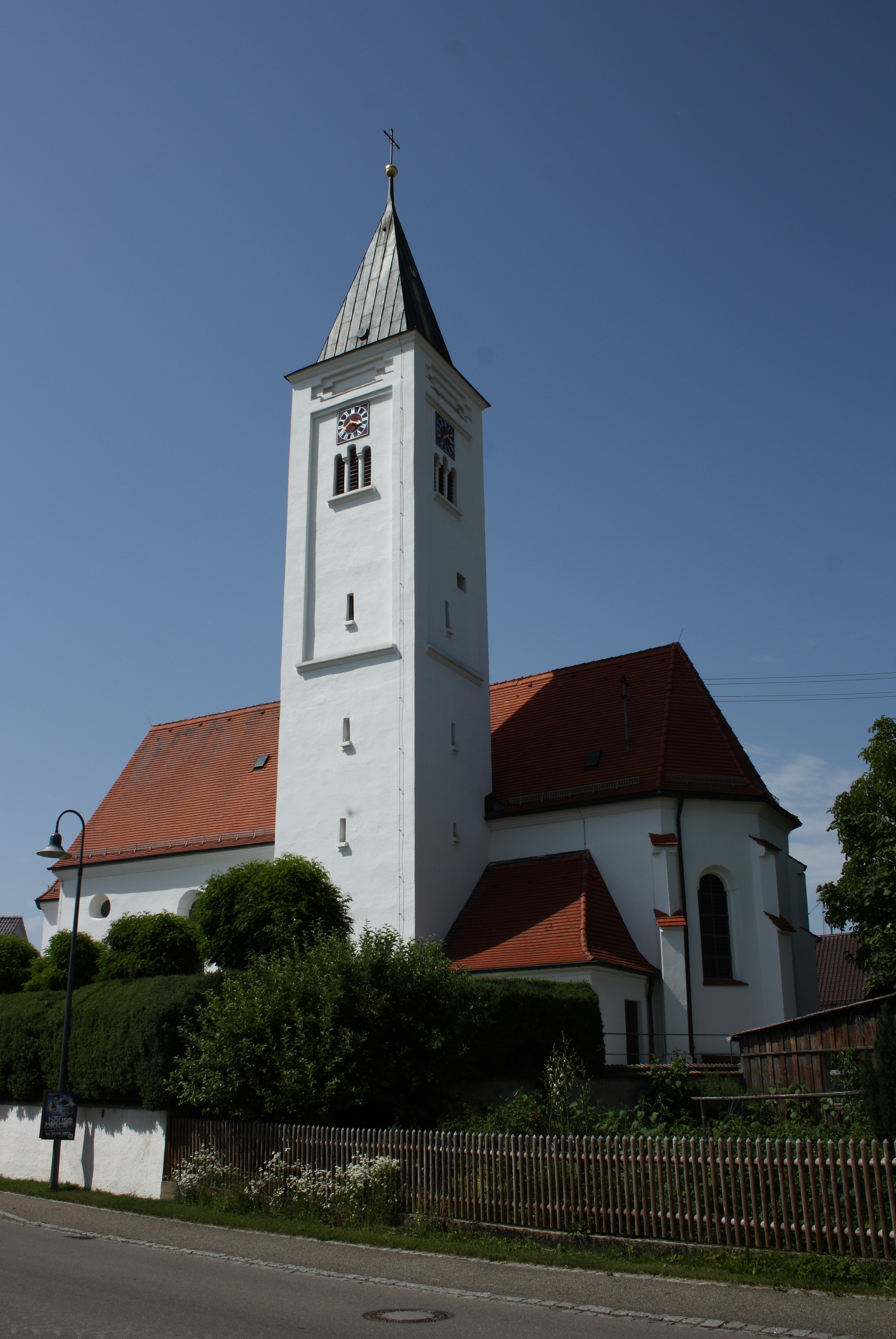
Maria Immaculata in Oberwaldbach

Die römisch-katholische Pfarrkirche Maria Immaculata steht in Oberwaldbach, einem Gemeindeteil von Burtenbach im schwäbischen Landkreis Günzburg in Bayern. Das Bauwerk ist beim in der Liste der Baudenkmäler in Burtenbach als Baudenkmal unter der Nr. D-7-74-122-25 eingetragen.

## Beschreibung
Das Langhaus der Saalkirche wurde 1922/23 nach einem Entwurf von Albert Kirchmayer umgebaut. Der eingezogene, dreiseitig geschlossene, von Strebepfeilern gestützte spätgotische Chor im Osten wurde im frühen 18. Jahrhundert umgestaltet. An der Fassade im Westen befindet sich ein Anbau, in dem das Portal untergebracht ist. Der Kirchturm, dessen untere Geschosse spätgotisch sind, steht an der Grenze der Südwand von Langhaus und Chor, an den sich nach Osten die Sakristei anlehnt. Er wurde 1658 mit einem Geschoss aufgestockt, das die Turmuhr und hinter den als Triforien gestalteten Klangarkaden den Glockenstuhl beherbergt, und mit einem Pyramidendach bedeckt. Der Innenraum des Langhauses ist mit einem Tonnengewölbe überspannt, der des Chors mit einem Stichkappengewölbe. Die um 1510 entstandenen Statuen der Maria, der Katharina von Alexandrien, der Dorothea und der Anna selbdritt werden dem Umfeld von Daniel Mauch zugeschrieben. Der Hochaltar wurde im frühen 16. Jahrhundert errichtet. Die Assistenzfiguren kamen erst um 1720 hinzu.